# Lissocephala diola
Lissocephala diola är en tvåvingeart som beskrevs av Tsacas och Lachaise 1979. Lissocephala diola ingår i släktet Lissocephala och familjen daggflugor.
Artens utbredningsområde är Senegal. Inga underarter finns listade i Catalogue of Life.